# A Kind of Magic (album)
A Kind of Magic is een album van Queen, uitgebracht op 2 juni 1986. De opnames van het album waren in 1985 begonnen. Het is geproduceerd door Queen, Mack en David Richards.
Na het succesvolle optreden tijdens het Live Aid-festival in 1985, kreeg Queen nieuwe inspiratie om aan een nieuw album te werken (daarvoor was er sprake van dat de groep uit elkaar zou gaan). Het resulteerde in het lied 'One Vision', dat als single in 1985 uit kwam. Er werd aan Queen gevraagd of ze bereid waren om muziek te gaan schrijven voor de film Highlander, de band ging ermee akkoord. Op het album staan daardoor twee projecten.
Voor het eerst liet Queen zich filmen in de studio voor de videoclip van One Vision, ook werd er een clip gemaakt van de nummers A Kind Of Magic, Who Wants To Live Forever, Friends Will Be Friends en Princes Of The Universe. De daaropvolgende tour heet de Magic Tour, en wordt de grootste Europese tour ooit. Er werden twee legendarische optredens in het Londense Wembley Stadium gegeven. Ook deden ze drie keer Nederland aan. Op 27 juli 1986 trad Queen als eerste West-Europese band op in een Oostblokland, namelijk in Boedapest, Hongarije. Na 2 maanden toeren, sloot Queen de Magic Tour af in het Knebworth Park, ze speelden voor 120.000 fans. Dit bleek achteraf het laatste concert van Queen te zijn in de originele samenstelling.
Het album A Kind of Magic is in 1991 opnieuw uitgebracht. Ditmaal digitaal geremasterd op een cd en aangevuld met enkele bonustracks.

## Tracklist
1. One Vision (Queen) (5:10)
2. A Kind Of Magic (Taylor) (4:24)
3. One Year of Love (Deacon) (4:26)
4. Pain Is So Close to Pleasure (Mercury/Deacon) (4:21)
5. Friends Will Be Friends (Mercury/Deacon) (4:07)
6. Who Wants To Live Forever (May) (5:15)
7. Gimme The Prize (Kurgan's Theme) (May) (4:34)
8. Don't Lose Your Head (Taylor) (4:38)
9. Princes of the Universe (Mercury) (3:32)

### Bonustracks (cd-versie)
1. A Kind Of 'A Kind Of Magic' (Taylor)
2. Friends Will Be Friends Will Be Friends..
3. Forever (May) (3:20)
4. One Vision (extended version) (Queen) (6:23)

## Tracks

### One Vision
Nadat Queen de show stal op Live Aid, kreeg de band nieuwe inspiratie. Freddie Mercury belde zijn bandmaten op en stelde hen voor een nieuw nummer te maken. Dit resulteerde in "One Vision". De tekst van de track is voornamelijk geschreven door drummer Roger Taylor en muzikaal is het vooral een nummer van Brian May, maar na inbreng van de andere bandleden, heeft de band besloten om de credits naar Queen te laten gaan. Oorspronkelijk was het Taylors idee om het nummer over Martin Luther King te laten gaan, maar na enkele malen herschrijven was er van dat idee nog maar weinig over. Op de VHS videobox Magic Years en op de dvd Greatest Video Hits 2 is te zien hoe Queen in de studio aan dit nummer werkt, ook zijn er allerlei alternatieve teksten waar uiteenlopende etenswaren worden bezongen.
Zie ook volledige artikel: One Vision.

### A Kind of Magic
"A Kind of Magic" werd geschreven door Taylor, als onderdeel voor de soundtrack van Highlander. Het nummer is geschreven als begeleiding voor de aftiteling van de film. Freddie Mercury maakte een remix in een popuitvoering voor het album. Hij voegde een basloop toe en herstructureerde het nummer. Desondanks wordt het nummer toegeschreven aan Taylor.
Zie ook volledige artikel: A Kind of Magic (lied).

### One Year of Love
"One Year of Love" werd geschreven door John Deacon. Als single verscheen het nummer alleen in Frankrijk en Spanje. Het nummer heeft een saxofoonsolo (gespeeld door Steve Gregory) in plaats van de gebruikelijke gitaarsolo van Brian May. In het nummer zit een orkest onder leiding van Lynton Naiff.
Zie ook volledige artikel: One Year of Love.

### Pain Is So Close to Pleasure
"Pain Is So Close to Pleasure" werd geschreven door Mercury en Deacon. Het nummer ontstond als een idee van May, waarna Mercury en Deacon er een Motownachtig nummer van maakten. Het nummer wordt door Mercury volledig met een kopstem gezongen, dit was de laatste keer dat hij dit deed.
Zie ook volledige artikel: Pain Is So Close to Pleasure.

### Friends Will Be Friends
"Friends Will Be Friends" was een idee van Mercury en Deacon. Mercury schreef de tekst. Het is één van Mercury's laatste pianoballades, in sommige opzichten vergelijkbaar met oudere Queen-nummers zoals "Play the Game" en "We Are the Champions". Het nummer wordt door sommigen ook gezien als een moderne versie van rocknummers die Queen in de jaren '70 maakte, zoals "We Are the Champions" en "We Will Rock You". Tijdens de Magic Tour werd "Friends Will Be Friends" dan ook tussen die twee nummers in gespeeld.
Zie ook volledige artikel: Friends Will Be Friends.

### Who Wants to Live Forever
"Who Wants to Live Forever" werd gecomponeerd door May en op de album- en singleversie gezongen als een duet tussen hem en Mercury. In de filmversie van Highlander zingt Mercury ook het eerste couplet, wat op de album- en singleversie door May gedaan wordt.
Zie ook volledige artikel: Who Wants to Live Forever.

### Gimme the Prize (Kurgan's Theme)
"Gimme the Prize" werd geschreven door May. Het nummer is bekend vanwege de heavy-metal-invloeden, en verschijnt ook op de Highlander-soundtrack. De regels "I have something to say: It's better to burn out than to fade away" en "There can be only one" komen ook voor in de film.

### Don't Lose Your Head
"Don't Lose Your Head" werd gecomponeerd door Taylor. Het synthpopnummer ontleent zijn naam uit een regel die ook in Highlander wordt uitgesproken.

### Princes of the Universe
"Princes of the Universe" is samen met "Gimme the Prize" en "One Vision" een van de ruigere nummers op het album. Het nummer, geschreven door Merucry, is het themalied voor Highlander. De bijbehorende videoclip verwijst ook naar de film. De naam van het nummer was de oorspronkelijke werktitel van de film.
Zie ook volledige artikel: Princes of the Universe.

## Hitnotering

### NederlandseAlbum Top 100
| Hitnotering: (Week 1 t/m 18) 14-06-1986 t/m 11-10-1986 Hitnotering: (Week 19) 10-09-2011 | Hitnotering: (Week 1 t/m 18) 14-06-1986 t/m 11-10-1986 Hitnotering: (Week 19) 10-09-2011 | Hitnotering: (Week 1 t/m 18) 14-06-1986 t/m 11-10-1986 Hitnotering: (Week 19) 10-09-2011 | Hitnotering: (Week 1 t/m 18) 14-06-1986 t/m 11-10-1986 Hitnotering: (Week 19) 10-09-2011 | Hitnotering: (Week 1 t/m 18) 14-06-1986 t/m 11-10-1986 Hitnotering: (Week 19) 10-09-2011 | Hitnotering: (Week 1 t/m 18) 14-06-1986 t/m 11-10-1986 Hitnotering: (Week 19) 10-09-2011 | Hitnotering: (Week 1 t/m 18) 14-06-1986 t/m 11-10-1986 Hitnotering: (Week 19) 10-09-2011 | Hitnotering: (Week 1 t/m 18) 14-06-1986 t/m 11-10-1986 Hitnotering: (Week 19) 10-09-2011 | Hitnotering: (Week 1 t/m 18) 14-06-1986 t/m 11-10-1986 Hitnotering: (Week 19) 10-09-2011 | Hitnotering: (Week 1 t/m 18) 14-06-1986 t/m 11-10-1986 Hitnotering: (Week 19) 10-09-2011 | Hitnotering: (Week 1 t/m 18) 14-06-1986 t/m 11-10-1986 Hitnotering: (Week 19) 10-09-2011 | Hitnotering: (Week 1 t/m 18) 14-06-1986 t/m 11-10-1986 Hitnotering: (Week 19) 10-09-2011 | Hitnotering: (Week 1 t/m 18) 14-06-1986 t/m 11-10-1986 Hitnotering: (Week 19) 10-09-2011 | Hitnotering: (Week 1 t/m 18) 14-06-1986 t/m 11-10-1986 Hitnotering: (Week 19) 10-09-2011 | Hitnotering: (Week 1 t/m 18) 14-06-1986 t/m 11-10-1986 Hitnotering: (Week 19) 10-09-2011 | Hitnotering: (Week 1 t/m 18) 14-06-1986 t/m 11-10-1986 Hitnotering: (Week 19) 10-09-2011 | Hitnotering: (Week 1 t/m 18) 14-06-1986 t/m 11-10-1986 Hitnotering: (Week 19) 10-09-2011 | Hitnotering: (Week 1 t/m 18) 14-06-1986 t/m 11-10-1986 Hitnotering: (Week 19) 10-09-2011 | Hitnotering: (Week 1 t/m 18) 14-06-1986 t/m 11-10-1986 Hitnotering: (Week 19) 10-09-2011 | Hitnotering: (Week 1 t/m 18) 14-06-1986 t/m 11-10-1986 Hitnotering: (Week 19) 10-09-2011 | Hitnotering: (Week 1 t/m 18) 14-06-1986 t/m 11-10-1986 Hitnotering: (Week 19) 10-09-2011 | Hitnotering: (Week 1 t/m 18) 14-06-1986 t/m 11-10-1986 Hitnotering: (Week 19) 10-09-2011 |
| Week:                                                                                    | 1                                                                                        | 2                                                                                        | 3                                                                                        | 4                                                                                        | 5                                                                                        | 6                                                                                        | 7                                                                                        | 8                                                                                        | 9                                                                                        | 10                                                                                       | 11                                                                                       | 12                                                                                       | 13                                                                                       | 14                                                                                       | 15                                                                                       | 16                                                                                       | 17                                                                                       | 18                                                                                       |                                                                                          | 19                                                                                       |                                                                                          |
| ---------------------------------------------------------------------------------------- | ---------------------------------------------------------------------------------------- | ---------------------------------------------------------------------------------------- | ---------------------------------------------------------------------------------------- | ---------------------------------------------------------------------------------------- | ---------------------------------------------------------------------------------------- | ---------------------------------------------------------------------------------------- | ---------------------------------------------------------------------------------------- | ---------------------------------------------------------------------------------------- | ---------------------------------------------------------------------------------------- | ---------------------------------------------------------------------------------------- | ---------------------------------------------------------------------------------------- | ---------------------------------------------------------------------------------------- | ---------------------------------------------------------------------------------------- | ---------------------------------------------------------------------------------------- | ---------------------------------------------------------------------------------------- | ---------------------------------------------------------------------------------------- | ---------------------------------------------------------------------------------------- | ---------------------------------------------------------------------------------------- | ---------------------------------------------------------------------------------------- | ---------------------------------------------------------------------------------------- | ---------------------------------------------------------------------------------------- |
| Positie:                                                                                 | 20                                                                                       | 9                                                                                        | 3                                                                                        | 2                                                                                        | 2                                                                                        | 5                                                                                        | 7                                                                                        | 8                                                                                        | 11                                                                                       | 11                                                                                       | 15                                                                                       | 20                                                                                       | 24                                                                                       | 28                                                                                       | 44                                                                                       | 53                                                                                       | 56                                                                                       | 75                                                                                       | uit                                                                                      | 95                                                                                       | uit                                                                                      |